# 史提夫斯頓

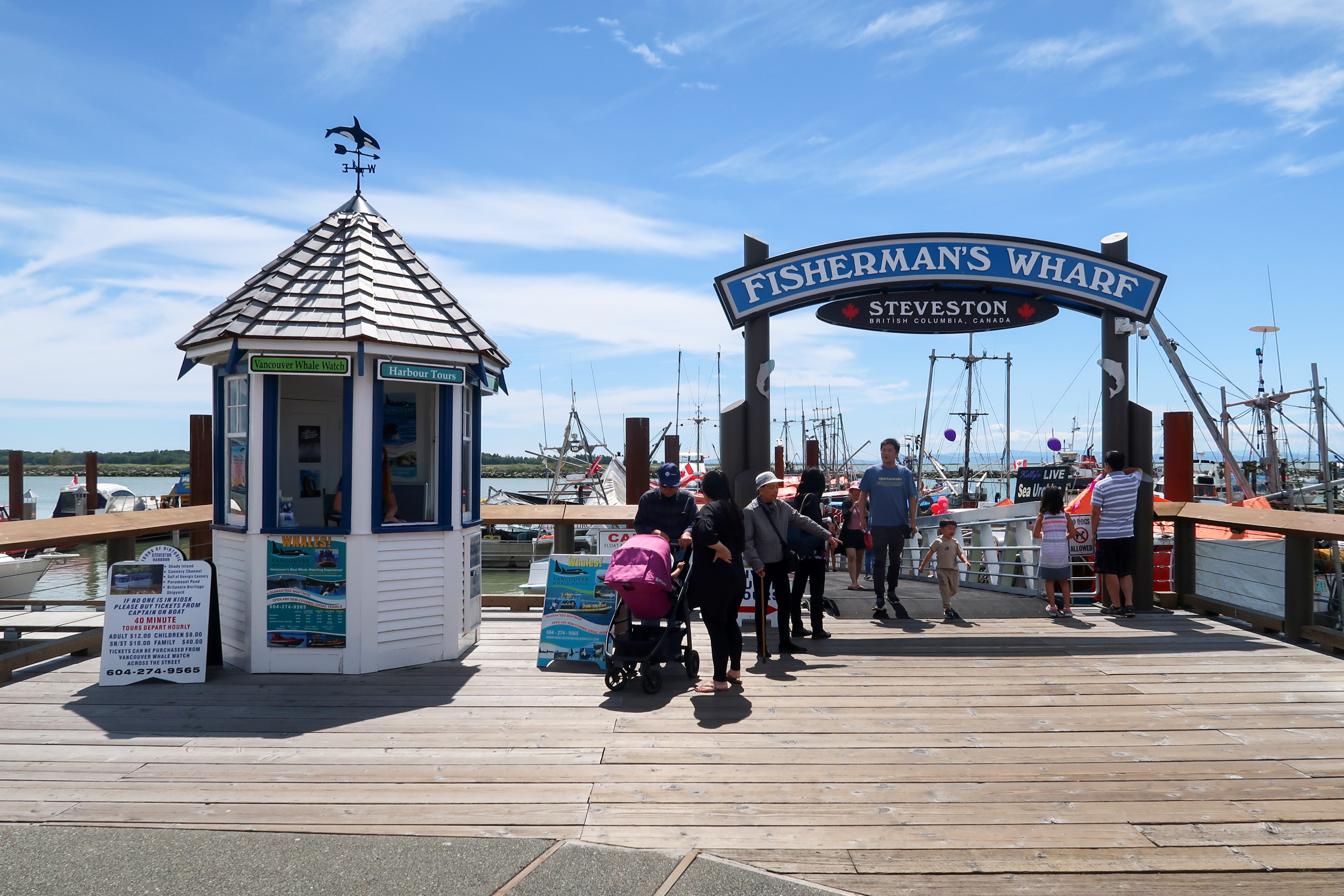
史提夫斯頓漁人碼頭

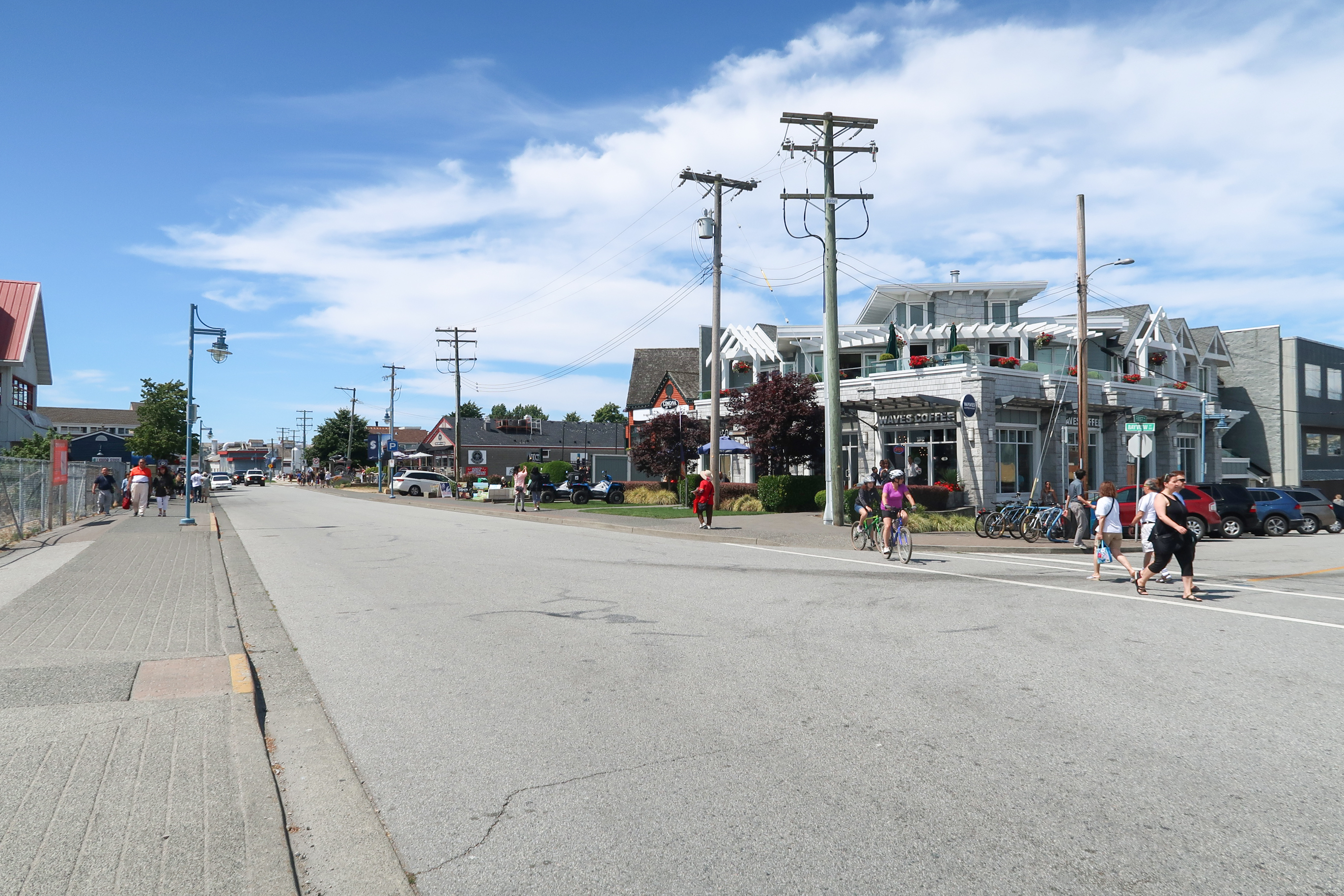
史提夫斯頓一帶的商店

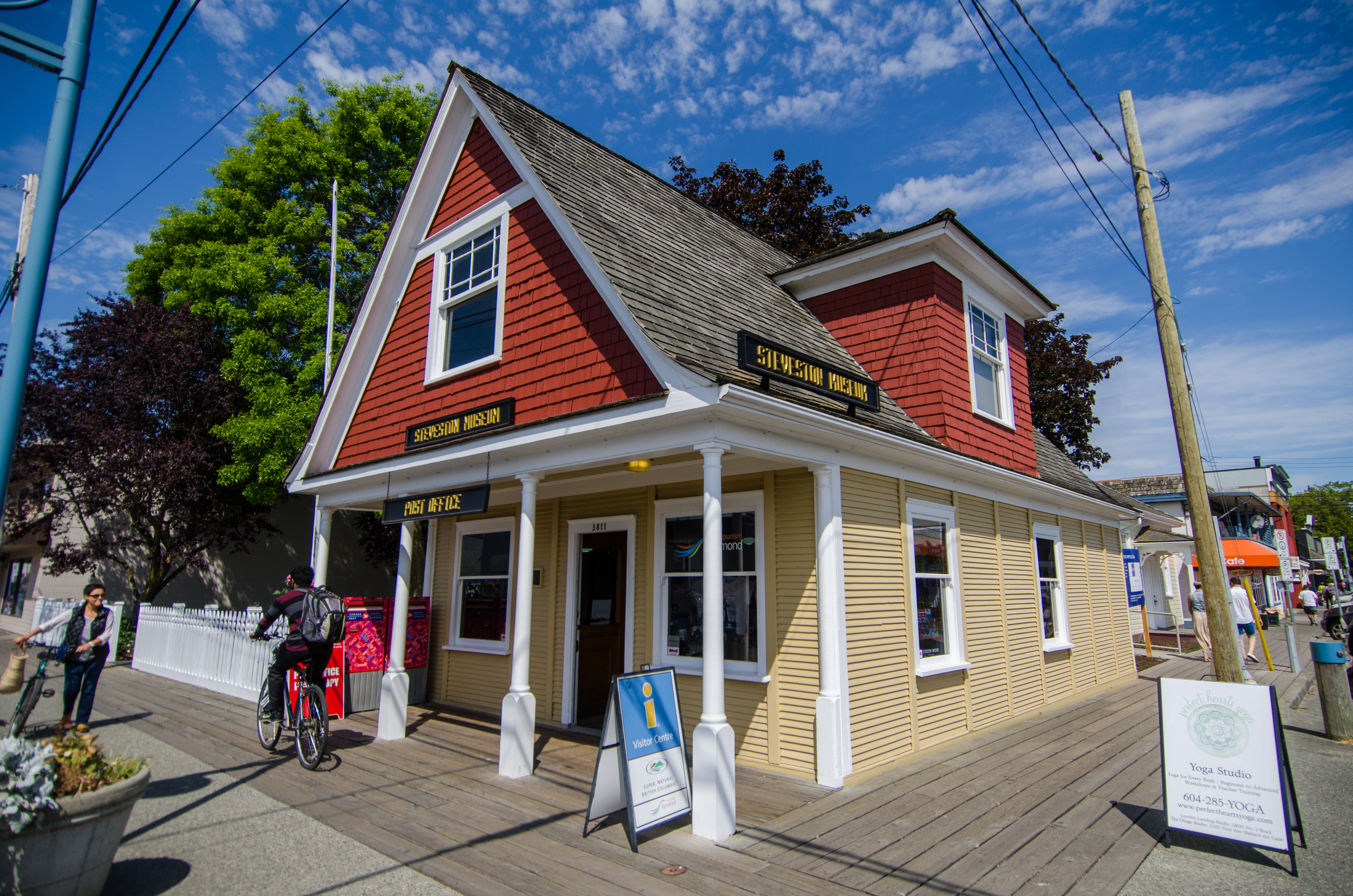
史提夫斯頓博物館

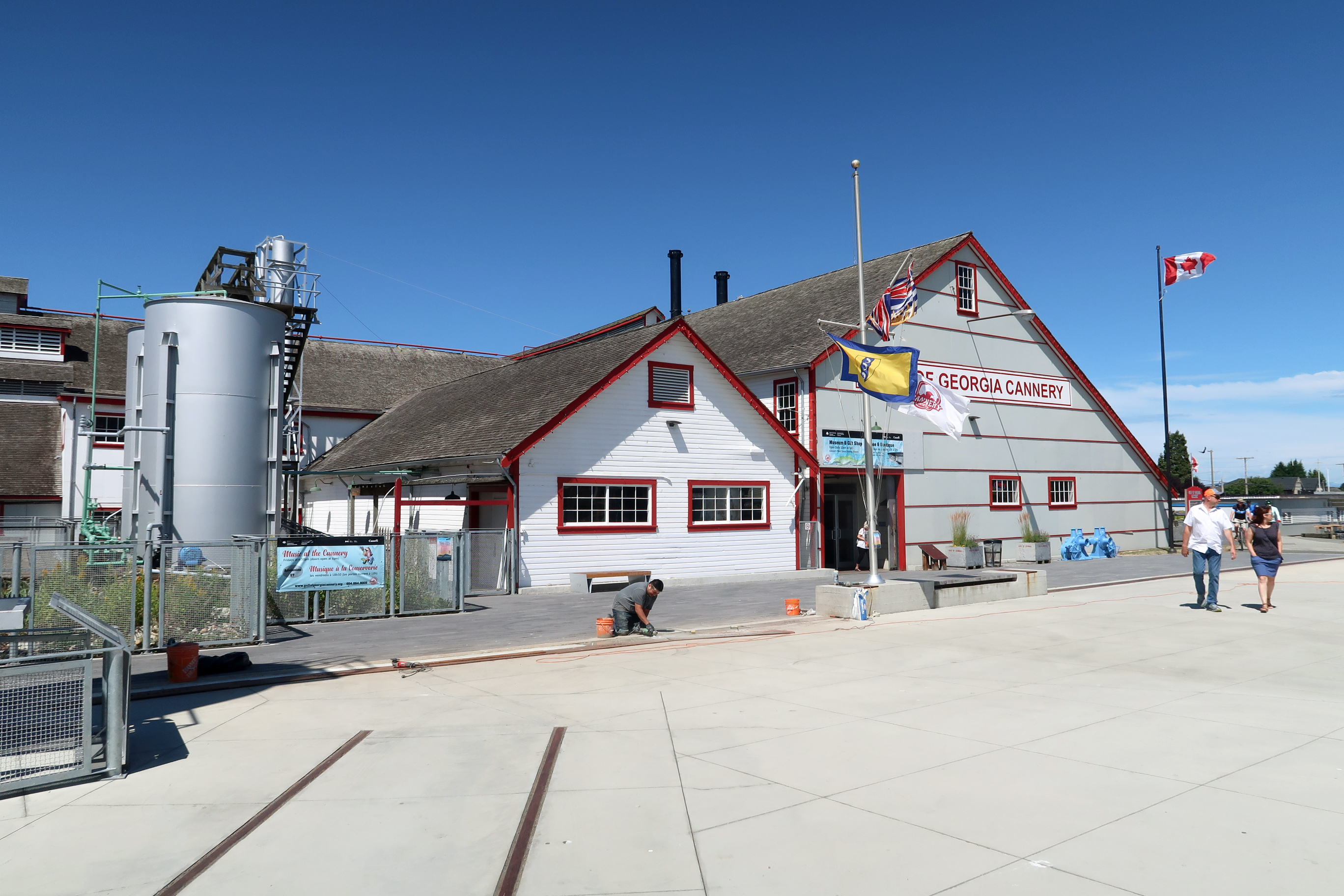
喬治亞海灣罐頭廠

史提夫斯頓（英語：Steveston）是加拿大卑詩省列治文市的一個社區。該區座落魯魯島的西南角，過去曾是菲沙河下游的漁產品加工業重鎮。按列治文市政府規劃部門的官方定義，史提夫斯頓北至威廉斯路、東臨二號路、南面和西面分別瀕臨菲沙河南支流和喬治亞海峽，2006年區内約有24105名居民。

## 歷史
來自紐賓士域省的曼挪亞·史提夫斯（Manoah Steves）是首位到此定居的歐洲裔移民。他於1877年隻身抵達魯魯島後決意在此定居，並於現史提夫斯頓公路以北一帶買地，而他的家人亦於翌年抵埠。曼挪亞的兒子威廉於1880年代陸續購入多塊地皮，再於1889年將地皮分塊放售，並將此區稱為「史提夫斯頓」。同期也有三座漁產品罐頭廠相繼在該區落成，而日本裔移民也開始到此定居。史提夫斯頓郵局於1890年啓用，威廉·史提夫斯成為首任郵政局長，而電話服務亦於1891年接通。
史提夫斯頓於1890年代發展迅速，到1891年已約有690名居民，而500名常住居民中包括白人、華人和日本人（餘下的非常住居民則主要為季節性華工）。到1901年區内居民數目達810人，當中日本裔居民更佔總數58%，而沿著河岸而建的罐頭廠也增至15間。連接史提夫斯頓和溫哥華市的市際電車於1905年開通，改善該區的陸路對外交通。然而，受漁獲驟降和連場大火影響下，到了1918年數座罐頭廠也陸續倒閉或合併。
日軍於1941年偷襲珍珠港後，加拿大聯邦政府有恐國内日裔居民會協助日軍入侵加國，遂於1942年下令將國内日裔居民遣送到卑詩內陸及艾伯塔省的集中營，當中包括約2600名居於史提夫斯頓的日裔居民，待1949年（即二戰結束後四年）才獲准離開集中營。然而，此舉已為史提夫斯頓的人口結構帶來重大變化。
戰後區内的罐頭廠相繼結業，而通往溫哥華的市際電車更於1958年停駛。區内旅遊業其後逐步被開發：史提夫斯頓博物館和加利角公園分別於1979年和1989年開幕，而於1894年落成的喬治亞海灣罐頭廠也被定為國家歷史古蹟，並從1994年起對外開放。另外，史提夫斯頓三文魚節從1945年起每年於7月1日（即加拿大國慶日）舉行。

### 引用書籍
- Yesaki, Mitsuo; Steves, Harold; Steves, Kathy. . Peninsula Publishing Company. 2005: 11, 15, 27. ISBN 9780968380710.
- Yesaki, Mitsuo. . Peninsula Publishing Company. 2003: 1, 10, 11. ISBN 9780968679937.